# Contrat de développement territorial
Pour les articles homonymes, voir CDT.
Un contrat de développement territorial (CDT) est un outil de planification contractuel défini par les communes concernées du Grand Paris et les services déconcentrés de l'État via la préfecture de l'Île-de-France. 

## Histoire
Il est créé par l’'article 21 de la loi du 3 juin 2010 relative au Grand Paris. Ils ont une durée de 15 ans. En janvier 2016, treize CDT avaient été signés. Il existe également un contrat de développement d’intérêt territorial (CDIT), créé par l'article 166 de la loi du 24 mars 2014 pour l’accès au Logement et un Urbanisme rénové (ALUR) destiné au territoire n'ayant pas signé un CDT.

## Objectifs
Son but est de promouvoir l'activité économique et de programmer l'aménagement urbain en lien avec le Grand Paris Express. Dans ce cadre, ils redéfinissent des objectifs de constructions de logements, en reprenant à une autre échelle des objectifs déjà fixés. Ils fixent également des objectifs en termes de transport en commun.

## Partenaires
Les instances consultées lors de l'élaboration de ces contrats sont la région Île-de-France, les départements concernés, le syndicat mixte Paris Métropole, l'atelier international du Grand Paris et l'association des maires de l'Île-de-France.